# Mistrzostwa Europy w Lekkoatletyce 1954 – bieg na 80 m przez płotki kobiet
Bieg na dystansie 80 metrów przez płotki kobiet był jedną z konkurencji rozgrywanych podczas V Mistrzostw Europy w Bernie. Biegi eliminacyjne zostały rozegrane 27 sierpnia, a półfinałowe oraz bieg finałowy 28 sierpnia 1954 roku. Zwyciężczynią tej konkurencji została reprezentantka ZSRR Maria Gołubnicza. W rywalizacji wzięło udział dwadzieścia pięć zawodniczek z czternastu reprezentacji.

## Rekordy
| Rekord świata     | Shirley Strickland (AUS)  | 10,9 | Helsinki, Finlandia | 24.07.1952 |
| Rekord świata     | Maria Gołubnicza (SUN)    | 10,9 | Kijów, ZSRR         | 03.08.1954 |
| Rekord Europy     | Maria Gołubnicza (SUN)    | 10,9 | Kijów, ZSRR         | 03.08.1954 |
| Rekord mistrzostw | Fanny Blankers-Koen (NED) | 11,1 | Bruksela, Belgia    | 26.08.1950 |

## Wyniki

### Eliminacje
Bieg 1
| Miejsce | Zawodniczka     | Czas | Uwagi |
| ------- | --------------- | ---- | ----- |
| 1       | Jean Desforges  | 11,4 | Q     |
| 2       | Elżbieta Bocian | 11,4 | Q     |
| 3       | Jorun Tangen    | 11,9 |       |

Bieg 2
| Miejsce | Zawodniczka      | Czas | Uwagi |
| ------- | ---------------- | ---- | ----- |
| 1       | Maria Gołubnicza | 11,2 | Q     |
| 2       | Elżbieta Duńska  | 11,6 | Q     |
| 3       | Yvette Monginou  | 11,9 |       |
| 4       | Grete Jenny      | 12,0 |       |

Bieg 3
| Miejsce | Zawodniczka      | Czas | Uwagi |
| ------- | ---------------- | ---- | ----- |
| 1       | Denise Laborie   | 11,5 | Q     |
| 2       | Elfriede Steurer | 11,6 | Q     |
| 3       | Stina Cronholm   | 12,2 |       |
| 4       | Trudy Hänseler   | 12,5 |       |
| –       | Maria Sander     | DNF  |       |

Bieg 4
| Miejsce | Zawodniczka        | Czas | Uwagi |
| ------- | ------------------ | ---- | ----- |
| 1       | Anna Aleksandrowa  | 11,3 | Q     |
| 2       | Milka Babović      | 11,3 | Q     |
| 3.      | Miroslava Trkalová | 11,6 |       |
| 4       | Hilde De Cort      | 12,5 |       |

Bieg 5
| Miejsce | Zawodniczka           | Czas | Uwagi |
| ------- | --------------------- | ---- | ----- |
| 1       | Pam Seaborne          | 11,4 | Q     |
| 2       | Anneliese Seonbuchner | 11,4 | Q     |
| 3       | Milena Greppi         | 11,5 |       |
| 4       | Ana Șerban            | 11,8 |       |
| –       | Gretel Bolliger       | DNF  |       |

Bieg 6
| Miejsce | Zawodniczka        | Czas | Uwagi |
| ------- | ------------------ | ---- | ----- |
| 1       | Zenta Gastl        | 11,5 | Q     |
| 2       | Jewgienija Gurwicz | 11,5 | Q     |
| 3       | Claudie Flament    | 11,7 |       |
| 4       | Thelma Hopkins     | 11,7 |       |

### Półfinały
Półfinał 1
| Miejsce | Zawodniczka        | Czas | Uwagi |
| ------- | ------------------ | ---- | ----- |
| 1       | Maria Gołubnicza   | 11,2 | Q     |
| 2       | Pam Seaborne       | 11,3 | Q     |
| 3       | Milka Babović      | 11,4 | Q     |
| 4       | Zenta Gastl        | 11,5 |       |
| 5       | Jewgienija Gurwicz | 11,5 |       |
| 6       | Elżbieta Duńska    | 11,6 |       |

Półfinał 2
| Miejsce | Zawodniczka           | Czas | Uwagi |
| ------- | --------------------- | ---- | ----- |
| 1       | Anneliese Seonbuchner | 11,4 | Q     |
| 2       | Denise Laborie        | 11,4 | Q     |
| 3       | Jean Desforges        | 11,5 | Q     |
| 4       | Anna Aleksandrowa     | 11,5 |       |
| 5       | Elżbieta Bocian       | 11,5 |       |
| 6       | Elfriede Steurer      | 11,7 |       |

### Finał
| Miejsce | Zawodniczka           | Czas | Uwagi |
| ------- | --------------------- | ---- | ----- |
| 1       | Maria Gołubnicza      | 11,0 | CR    |
| 2       | Anneliese Seonbuchner | 11,2 |       |
| 3       | Pam Seaborne          | 11,3 |       |
| 4       | Denise Laborie        | 11,3 | NR    |
| 5       | Milka Babović         | 11,5 |       |
| 6       | Jean Desforges        | 11,5 |       |